# Patrizia Immobilien AG
Patrizia Immobilien AG (ou PATRIZIA Immobilien AG) a son siège à Augsbourg en Allemagne. La compagnie opère dans le domaine des  services immobiliers, la société est cotée au SDAX (bourse allemande).
La société compte environ 800 employés. Les activités de la firme Patrizia comprennent, l'acquisition, la gestion, l'optimisation de la vente de propriétés résidentielles et commerciales. L'achat de GBW en avril 2013 a augmenté la valeur des actifs immobiliers gérés par Patrizia de 12 milliards d'euros environ. En juin 2015, la valeur des actifs immobiliers gérés par Patrizia a augmenté de plus de 17 milliards d'euros. La société a des bureaux dans huit villes allemandes et dispose de filiales à Amsterdam, Londres, Paris, Luxembourg, Copenhague, Helsinki, Stockholm et Madrid.

## L'histoire

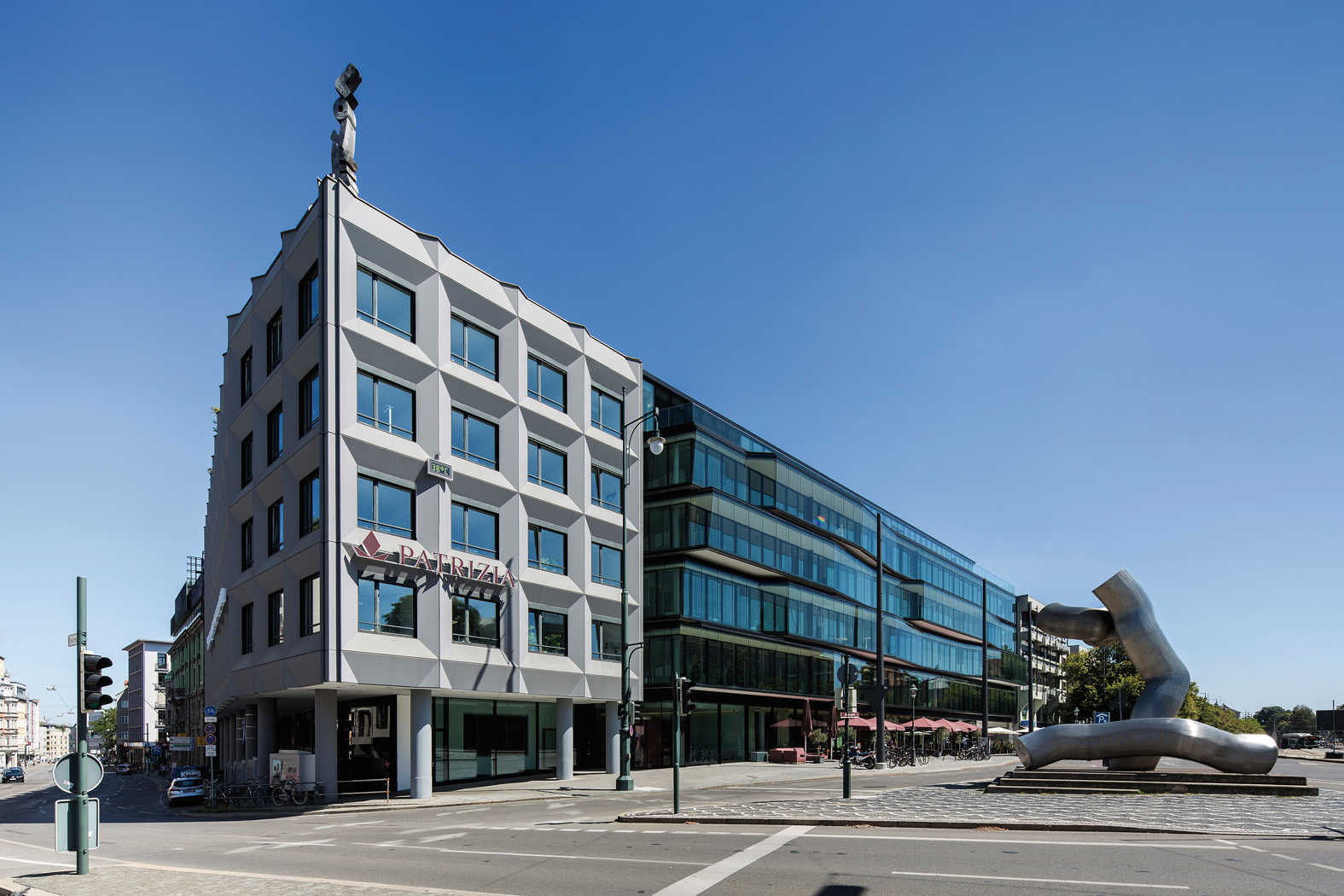
Le siège social de Patrizia Immobilien AG à Augsbourg (2014).

La société a été fondée en 1984 par Wolfgang Egger. Egger va acquérir sa première expérience du secteur de l'immobilier grâce à un job d'été sur un site de construction durant sa jeunesse. À l'âge de 19 ans, il a construit une maison, il va alors la vendre. Il a utilisé le produit de cette vente pour acheter les premiers appartements Patrizia. Durant les trois premières années de sa fondation, Patrizia va privatiser 100 logements par année en moyenne. La société s'est concentrée sur les marchés de Munich et Augsbourg. 
À la suite d'introduction en bourse de la société en 2006, Patrizia va acquérir de l'immobilier résidentiel dans certaines régions d'Allemagne, principalement les grandes villes et les agglomérations. La société va élargir son portefeuille pour y inclure environ 13 000 appartements. Dans le même temps, la société a diversifié sa gamme de services et va lancer un fonds spécial pour les investisseurs institutionnels. Avec deux fonds de pension internationaux, la société PATRoffice GmbH & Co. KG est fondée pour faciliter les investissements dans l'immobilier commercial.
2.[Quoi ?]

## Critiques
La société a été soumise à de nombreuses critiques en 1992, où, selon un rapport publié par le magazine Der Spiegel (37/1992 - Wie Augsburger Altbauten mit Hilfe von Asylbewerbern entmietet werden) Wolfgang Egger est signalé comme ayant dit: “Chaque appartement qui devient vacant sera comblé avec des demandeurs d'asile.” ("Jede frei werdende Wohnung wird mit Asylanten belegt"), une déclaration qui aurait perturbé les résidents des immeubles d'appartements à Augsbourg. Egger nie avoir jamais fait une telle déclaration.
En 2004, le plus grand fonds de pension allemand, BVV, a décerné à Patrizia un mandat de gestion de propriétés et d'actifs pour gérer le fonçier de la BVV. Au cours de la même année, Patrizia a été au centre des critiques à Hambourg, du fait de son projet de création d'un hôtel Mövenpick dans l'ancien château d'eau à Sternschanzenpark malgré des questions entourant la légitimité du permis de construire. Patrizia a reçu par la suite deux prix prestigieux pour la réussite de la refonte du projet, notamment un award au MIPIM en 2008.